# Вайльгайм-ан-дер-Тек
Вайльгайм (нім. Weilheim) — місто в Німеччині, знаходиться в землі Баден-Вюртемберг. Підпорядковується адміністративному округу Штутгарт. Входить до складу району Есслінген.
Площа — 26,51 км2. Населення становить 10 351 ос. (станом на 31 грудня 2020).